# Hervé Coutau-Bégarie
Pour les articles homonymes, voir Bégarie.
Hervé Coutau-Bégarie, né le 22 novembre 1956 à Angers et mort le 24 février 2012 dans le 15e arrondissement de Paris,, est un historien et politologue français.
Il est spécialiste de stratégie et du domaine de la marine.

## Biographie

### Famille
Fils de Paul Coutau-Bégarie, courtier et poète, Hervé Coutau-Bégarie est le frère d'Olivier Coutau-Bégarie, commissaire priseur et propriétaire du château d'Ambleville.

### Formation
Diplômé de l’Institut d'études politiques de Bordeaux et d'études approfondies en histoire, ancien élève de l’École nationale d'administration (promotion Henri-François-d'Aguesseau, 1982), docteur (1980) et docteur d’État en science politique[Quand ?].

### Carrière
Lauréat de l'Académie française à 26 ans, il fut directeur de recherches en stratégie à l’École de guerre, président de la Commission nationale d'histoire militaire, professeur au Cours supérieur d'État-Major (CSEM), directeur d'études à l’École pratique des hautes études (EPHE) et professeur à l'Institut catholique d'études supérieures.
Il a fondé l’Institut de stratégie comparée (ISC), fut le président de 1999 à 2005 de la Commission nationale d'histoire militaire et a été le directeur de publication de la revue Stratégique, codirecteur (avec le général Lucien Poirier) de la collection Bibliothèque stratégique chez Economica, membre du comité scientifique de la revue Nordiques, et assistant de Paul-Marie Coûteaux dans son Libre Journal à Radio Courtoisie et dans les Cahiers de l'indépendance. Il est l'auteur de plusieurs études sur le linguiste et anthropologue Georges Dumézil. Il a écrit pour La Nouvelle Revue d'histoire.
Il est l'auteur avec Claude Huan d'un ouvrage biographique sur l'amiral Darlan qui reprend la thèse du bouclier et de l'épée, très largement discréditée par la recherche historique ,,,. Leur ouvrage a été critiqué par les historiens Robert Paxton, Hubert Delpont et Bernard Costagliola.
Capitaine de frégate de réserve, il est chevalier de la Légion d'honneur, de l’ordre du Mérite maritime et de l’ordre des Arts et des Lettres. Il est membre de l’Académie royale des sciences navales de Suède. Il a représenté la France dans plusieurs groupes d'experts de l'ONU.
Il préside l'Association universelle des amis de Jeanne d'Arc de 2007 à sa mort.
Il meurt le 24 février 2012 d'un cancer à l'âge de 55 ans.

### Engagement politique
En 1991, il crée avec Jean-Louis Serin et Max Baumann, l'Association de défense des droits fonciers du Cap-Ferret et se présente à l'élection municipale de 1995 avant d'être nommé adjoint à l’urbanisme.

## Ouvrages
- La puissance maritime soviétique, Economica, 1983[23]
- Le phénomène « Nouvelle Histoire ». Stratégie et idéologie des nouveaux historiens, Economica, Paris, 1983, 354 pages.
- Castex, le stratège inconnu (essai), Economica, 1985
- Géostratégie de l'Atlantique Sud (essai), Presses universitaires de France, 1985
- Le problème du porte-avions (essai), Economica, 1990
- Le désarmement naval, Economica, 1995
- George Dumezil rattrapé par la politique, Histoire, économie et société, 1995
- L’histoire maritime en France, Economica, 1998
- L’œuvre de Georges Dumézil, Economica, 1998
- En collaboration avec Claude Huan Darlan (biographie), Fayard, 1998[24],[25]
- La puissance maritime, Fayard, 1998
- Le patrimoine mobilier, Economica, 1999
- La lutte pour l’empire de la mer, Economica, 1999
- Lettres et notes de l'amiral Darlan, Economica, 1999
- Marins et océans T. 2, Economica, 1999
- Mers El-Kebir, Economica, 1999
- Phénomène nouvelle histoire, Economica, 1999
- L’évolution de la pensée navale Vol. 7, Economica, 1999[26]
- Décadence de l’Occident, Perrin, 2000
- Pensée stratégique et humanisme, Economica, 2000
- Géostratégie du Pacifique, Economica, 2001
- Traité de stratégie, 3e édition, Economica, 2002
- Traité de stratégie, Economica, 2003, traduit en six langues.
- Le meilleur des ambassadeurs, théorie et pratique de la diplomatie navale, Economica, 2007
- 2030, la fin de la mondialisation ?, Éditions Tempora, Perpignan, 2008, 134 p[27].
- Stratégies irrégulières (sous direction), Economica, 2009
- Ratzingeriana : bibliographie commentée de Joseph Ratzinger, L'Homme Nouveau, 2012
- Bréviaire stratégique, Argos, 2013 (posthume)
- Avec Martin Motte, Approches de la géopolitique, Economica, 2013 (posthume)

## Prix, distinctions et décorations
- Prix Broquette-Gonin 1983[28].
- Grand prix de l’Académie de marine 1985 pour Castex, le stratège inconnu [29]
- Prix[Lequel ?] de l'Académie Diplomatique Internationale (en) 1985 pour Géostratégie de l'Atlantique Sud[30]
- Prix Castex 1990[31]
- Prix Edmond-Fréville 1999[32].
- Chevalier de la Légion d'honneur en 2006[33].
- Chevalier de l'ordre du Mérite maritime
- Chevalier de l'ordre des Arts et des Lettres